# Valigia diplomatica
Una valigia diplomatica è un insieme di contenitori utilizzati dalle rappresentanze diplomatiche per lo scambio di comunicazioni, compresi messaggi crittografici. Ogni collo deve riportare all'esterno contrassegni che ne indichino lo status, affinché possano godere dell'immunità diplomatica che ne vieta la perquisizione e il sequestro. Può contenere esclusivamente documenti diplomatici od oggetti destinati a un uso ufficiale ed essere accompagnata da un corriere diplomatico certificato da un documento ufficiale che ne attesti questa sua qualità e indicante il numero dei colli componenti la valigia diplomatica. Esso gode di inviolabilità personale e non può essere assoggettato ad alcuna forma d'arresto o detenzione.
La definizione di valigia diplomatica è codificata nell'articolo 27 della Convenzione di Vienna sulle relazioni diplomatiche del 1961.